# New Hartford (Iowa)
New Hartford es una ciudad ubicada en el condado de Butler en el estado estadounidense de Iowa. En el Censo de 2010 tenía una población de 516 habitantes y una densidad poblacional de 399,26 personas por km².

## Geografía
New Hartford se encuentra ubicada en las coordenadas 42°34′00″N 92°37′24″O / 42.56667, -92.62333. Según la Oficina del Censo de los Estados Unidos, New Hartford tiene una superficie total de 1.29 km², de la cual 1.29 km² corresponden a tierra firme y (0%) 0 km² es agua.

## Demografía
Según el censo de 2010, había 516 personas residiendo en New Hartford. La densidad de población era de 399,26 hab./km². De los 516 habitantes, New Hartford estaba compuesto por el 98.06% blancos, el 0% eran afroamericanos, el 0.39% eran amerindios, el 0.19% eran asiáticos, el 0% eran isleños del Pacífico, el 0.39% eran de otras razas y el 0.97% pertenecían a dos o más razas. Del total de la población el 1.55% eran hispanos o latinos de cualquier raza.

## Personalidades
- Chuck Grassley, político republicano, senador desde 1981.